# Longsha
Der Stadtbezirk Longsha (龍沙區 / 龙沙区,  Lóngshā Qū) der bezirksfreien Stadt Qiqihar in der chinesischen Provinz Heilongjiang hat eine Fläche von 121,8 km² und zählt 355.849 Einwohner (Stand: Zensus 2020). Er ist Zentrum und Sitz der Stadtregierung.